# Mientras haya vida
Mientras haya vida è una telenovela messicana prodotta dalla casa di produzione Argos per il network TV Azteca e trasmessa dal 2 maggio 2007 al 18 gennaio 2008. I protagonisti sono l'attrice colombiana Margarita Rosa de Francisco già nota al pubblico italiano per la telenovela Aroma de cafè (trasmessa da Retequattro a metà anni '90) e l'argentino - ma messicano d'adozione - Saul Lisazo (molto noto in Sud America ma per la prima volta sui nostri schermi).
In Italia la serie è stata trasmessa a partire dal 31 maggio 2009 al 1º gennaio 2010 in lingua originale su Lady Channel, divenendo così la prima telenovela ad essere trasmessa in territorio italiano senza essere stata doppiata.

## Trama
Maria Montero è una donna forte e determinata, che gestisce una locanda e cresce da sola tre figlie: Elisa, Gina ed Emiliana. Elisa è la maggiore e la più responsabile, aiuta la madre nella locanda e porta avanti gli studi. Emiliana, è una bambina di 8 anni che desta sempre apprensione per i suoi problemi di cuore, che richiedono cure molto costose. Infine c'è Gina, la più ambiziosa delle tre, sempre alla ricerca di mete impossibili. Maria Montero, troverà l'amore in un mondo che non le appartiene ed al quale non avrebbe mai pensato di appartenere. Conoscerà infatti Hector Cervantes, il quale si è costruito un importante impero finanziario e che è in continuo contrasto con il figlio minore: Alejandro, testimone del suicidio della madre. Hector ha anche un altro figlio: Gael, un uomo malvagio che ordisce spietati piani per dividere la famiglia Montero dalla famiglia Cervantes.